# Estades de Moncaire
La familia Estades de Moncaire, también conocida como Estades de Moncaira, Estade de Mallorca o Estade de Sóller, es una antigua estirpe noble originaria de Mallorca con una destacada influencia en Sóller, Fornaluch y Palma de Mallorca. Documentada desde el siglo XIII, la familia desempeñó un papel relevante en la historia política, militar y social de la isla desde la Reconquista de Mallorca. A lo largo de los siglos, los Estades ocuparon posiciones importantes en el gobierno local y formaron alianzas estratégicas que consolidaron su estatus.

## Historia

### Orígenes medievales y Reconquista
El origen de la familia Estades en Mallorca se remonta a la Reconquista de la isla por Jaime I de Aragón (1229-1231). Según las crónicas, Ramón de Estade, caballero en la expedición, recibió tierras en el noroeste de la isla como recompensa por su lealtad y valentía. Su linaje pronto se consolidó en el valle de Sóller.

### Miembros destacados y aportaciones[1][2]
Desde el siglo XIII, la familia Estades desempeñó un papel destacado en la historia de Mallorca, consolidando su influencia territorial y social. Su protagonismo se manifestó a lo largo de los siglos mediante dos ramas principales:
1. Estades de Castelló: Extinguida en el siglo XVIII, esta rama fue sucedida por la familia Serra de Marina.
2. Estades de Moncaire: Rama que se mantiene activa, preservando el linaje noble de los Estades.  El linaje formal de los Estade de Moncaire fue iniciado por Joan Bautista Estades-Prom y Mallol de Moncaire (1641-1704).

Algunos miembros destacados de la familia incluyen:
- Dalmau de Estades, a partir de 1300, consolidó la influencia de la familia tras la Reconquista de Mallorca, marcando el inicio formal del dominio territorial de los Estade en la isla.
- Barthomeu de Estades, a partir de 1375, lideró esfuerzos locales para garantizar la seguridad del puerto de Sóller, clave para el comercio mediterráneo y la economía regional.
- Miquel de Estades, durante el siglo XVI, lideró iniciativas defensivas frente a las incursiones piratas otomanas que amenazaban Mallorca. Destacó por organizar la construcción de torres de vigilancia en la costa norte, contribuyendo a la seguridad de la isla.

En los siglos XVI y XVII, los Estades desempeñaron importantes cargos administrativos en el Consejo General de Mallorca, consolidando su poder político y social:
- Pere de Estades (1511) y Francesc de Estades (1532): Miembros destacados del consejo.
- Damián de Estades: Ocupó el cargo repetidamente entre 1553 y 1560, destacándose como una figura clave en la gobernanza insular.
- Ramón Estades de Moncaire y Pont (1697) y Joan Antoni Estades de Moncaire (1703 y 1708): Ejercieron roles administrativos y judiciales relevantes, fortaleciendo la posición de la familia en Mallorca.

Asimismo, entre los siglos XVI y principios del XX, miembros de la familia Estades de Moncaire ocuparon cargos relevantes en la administración local, como el de Bayle Real de Sóller y Fornaluch. En 1837, Bartomeu Estades de Moncaire i Socies de Fangar se convirtió en el primer Bayle de Fornaluch tras la separación administrativa de los municipios de Sóller y Fornaluch. Décadas más tarde, en 1922, su nieto, Joan Baptista Estades de Moncaire i Bennàsser de Massana, sería el último miembro de la familia en desempeñar el cargo de alcalde de Fornaluch.
Además de su influencia política, la familia destacó por su compromiso con la educación, creando numerosas instituciones educativas como la primera escuela de gramática en Fornaluch, fundada por  Bartomeu Estades de Moncaire y Ripoll (1732-1819).

### Heráldica[3]
El escudo de armas de la familia Estades de Moncaire consiste en un campo azul con una estrella de plata de ocho puntas. Este símbolo, adoptado desde el siglo XIV, representa la nobleza y la tradición del linaje.

## Legado cultural
En tiempos recientes, Joan Antoni Estades de Moncaire i Bisbal (nacido en 1939) ha destacado como genealogista y defensor del legado familiar. Su trabajo incluye colaboraciones en publicaciones como la Gran Enciclopèdia de Mallorca.
Además, se destaca en la poesía mallorquina por su estilo humorístico y provocador, con obras como Toma Mahoma Mahoma Toma y L’home quan beu, obras que reflejan la cultura y las tradiciones mallorquinas. Aunque su aparición en el programa televisivo Crónicas Marcianas generó controversia, su obra sigue siendo una referencia de la cultura popular mallorquina.
Joan Antoni ha recibido distinciones como Caballero de la Orden del Santo Sepulcro y miembro de la Real Asociación de Hidalgos de España, en reconocimiento a su compromiso con las tradiciones familiares y nobiliarias.

## Propiedades históricas[4]
La finca de Moncaire, considerada la casa principal de la familia Estades de Moncaire, es una emblemática propiedad situada en las faldas del Puig Major, entre el Puig de Bàlitx y el Penyal del Migdia, en el corazón del valle de la Sierra de Tramontana, en Mallorca. Con una extensión de más de 350 hectáreas y una casa señorial de 1.500 metros cuadrados, Moncaire refleja el estilo de vida tradicional mallorquín y es un ejemplo del patrimonio cultural de la región.
En 1561, Gabriel Mallol adquirió Moncaire en una subasta, iniciando una línea de trece generaciones que mantuvieron la propiedad bajo su control. Durante siglos, la finca fue el centro del poder territorial de la familia Estades, simbolizando su influencia en Mallorca. Sin embargo, en 1881, Joan Bautista Estades y Montaner vendió la propiedad a Damián Canals Mayol, marcando el fin de la posesión directa de la finca por parte de los Estades.
Ya en el siglo XX, la finca adquirió notoriedad internacional con sus nuevos propietarios. A finales de los años 60, el príncipe de Laos Raymond Doan de Champassak adquirió la finca, convirtiéndose en el primer propietario famoso de Moncaire en la era moderna.
Posteriormente, la finca pasó a manos de Philippe y Diana Harari, dos figuras prominentes de la jet set mallorquina. Bajo su propiedad, Moncaire comenzó a ser alquilada a celebridades internacionales, convirtiéndose en un destino exclusivo. Entre sus ilustres huéspedes destacan: Robert Miller, empresario y padre de la princesa Marie Chantal de Grecia; Gwyneth Paltrow, actriz estadounidense; Paul McCartney, legendario cantante de The Beatles.
En 2006, la finca fue adquirida por el empresario español Alberto Cortina, quien continuó con la tradición de recibir a personalidades destacadas. Moncaire ha acogido visitas de figuras como Michael Douglas y Catherine Zeta Jones o la supermodelo Naomi Campbell.